# كالبانا بانديت
كالبانا بانديت هي ممثلة هندية، ولدت في 1967م.

## وصلات خارجية
- كالبانا بانديت على موقع IMDb (الإنجليزية)
- كالبانا بانديت على موقع قاعدة بيانات الفيلم (الإنجليزية)